# Puerto de la Duquesa
El Puerto de La Duquesa es un puerto deportivo situado en la Costa del Sol, en el municipio de Manilva (Málaga, España).
Es gestionado indirectamente por la Agencia Pública de Puertos de Andalucía, de la Junta de Andalucía.

## Características
- Ancho de entrada: 70 m
- Fondeadero: arena
- Bocana: 3,8 m
- Dársena: 2 a 4 m
- Puestos de amarre: 328
- Longitud de puestos: 8 a 20 m
- Amarres en alquiler: 25%
- Radio del puerto: VHF CH 9 y 16

Condiciones operativas
- Calado mínimo: 2 m
- Calado máximo: 4,5 m